# Ścienki
Ścienki (słow. Predná snehová štrbina, niem. Untere Schwarzseescharte, węg. Alsó Feketetavi rés) – najdalej wysunięta na północny zachód przełęcz w Śnieżnej Grani, położona na wysokości ok. 2100 m n.p.m. w słowackiej części Tatr Wysokich. Oddziela ona dwie niższe Śnieżne Turnie – Pośrednią Śnieżną Turnię od Małej Śnieżnej Turni. Na siodło przełęczy Ścienki nie prowadzą żadne znakowane szlaki turystyczne, jej siodło dostępne jest jedynie dla taterników.
Nazewnictwo niemieckie i węgierskie, podobnie jak w przypadku Siwej i Śtyrbnej Przełęczy, pochodzi od Czarnego Stawu Jaworowego w Dolinie Czarnej Jaworowej.

## Historia
Pierwsze wejścia turystyczne:
- Kazimierz Piotrowski i Mieczysław Świerz, 9 czerwca 1910 r. – letnie,
- Zofia Radwańska-Kuleszyna i Tadeusz Pawłowski, 2 kwietnia 1937 r. – zimowe[2].